# Perfect (banda)
| Perfect              | Perfect                |
| -------------------- | ---------------------- |
| Año de creación      | 1980                   |
| Año de disolución    | 2021                   |
| Origen               | Varsovia               |
| Género               | rock                   |
| Período de actividad | 1980–1983              |
| Período de actividad | 1987                   |
| Período de actividad | 1989–1992              |
| Período de actividad | 1993–2021              |
| Discográfica         | Universal Music Polska |
| Período de actividad | Patrycja Markowska     |

| Exmiembros | Exmiembros | Exmiembros | Exmiembros |
| --- | ---------- | ---------- | ---------- |
| Grzegorz Markowski, Dariusz Kozakiewicz, Piotr Urbanek, Jacek Krzaklewski, Piotr Szkudelski, Zbigniew Hołdys, Zdzisław Zawadzki, Basia Trzetrzelewska, Andrzej Urny, Ryszard Sygitowicz, Andrzej Nowicki, Wojciech Morawski, Paweł Tabaka, Ewa Konarzewska, Mieczysław Jurecki, Krzysztof Patocki, Sławomir Puchała |            |            |            |

| Asociados                        |
| -------------------------------- |
| Bogdan Olewicz (1980–2014, 2020) |

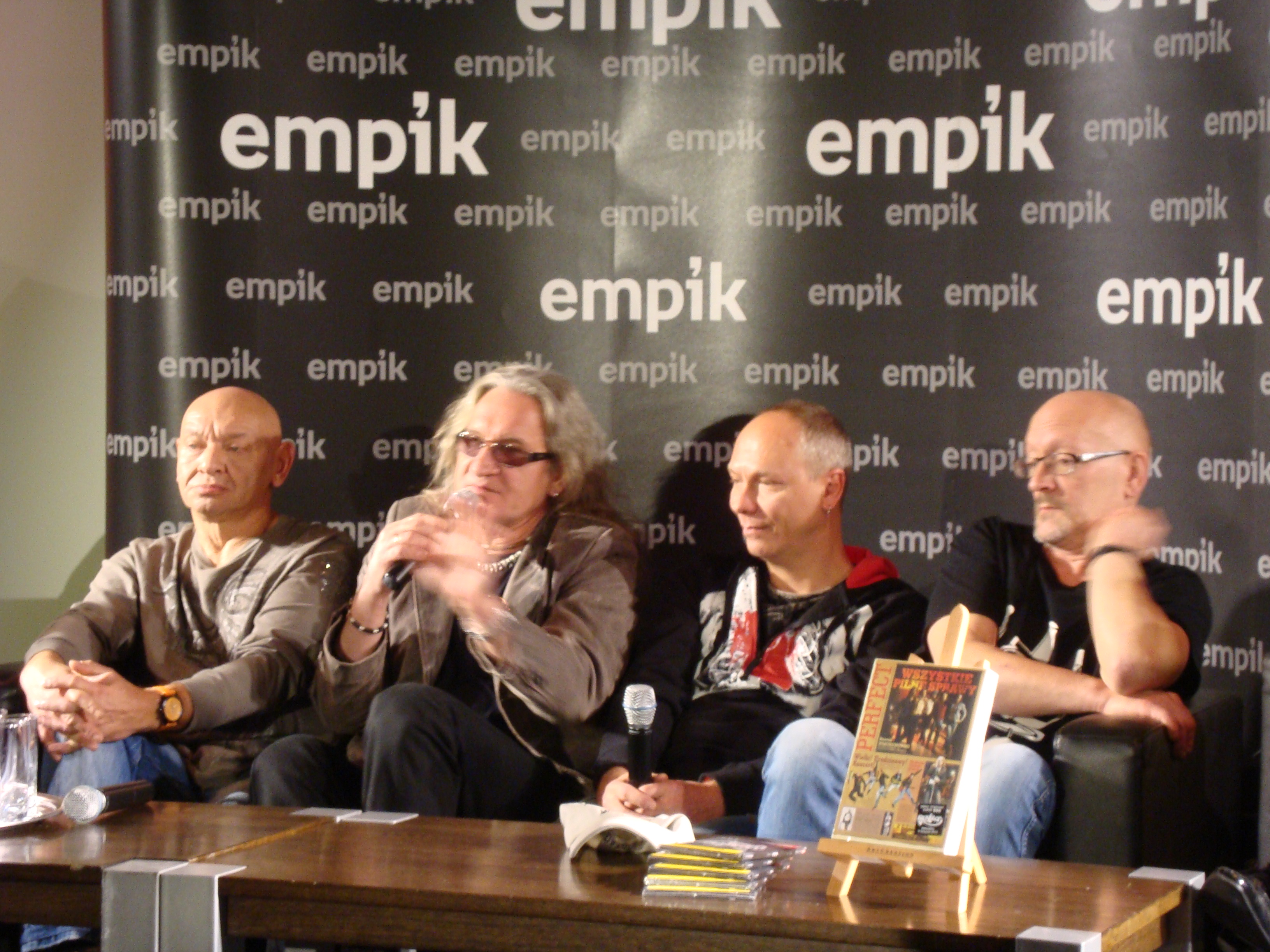
Encuentro de Perfect con aficionados en una librería Empik (desde la izquierda: Dariusz Kozakiewicz, Grzegorz Markowski, Piotr Urbanek, Piotr Szkudelski)

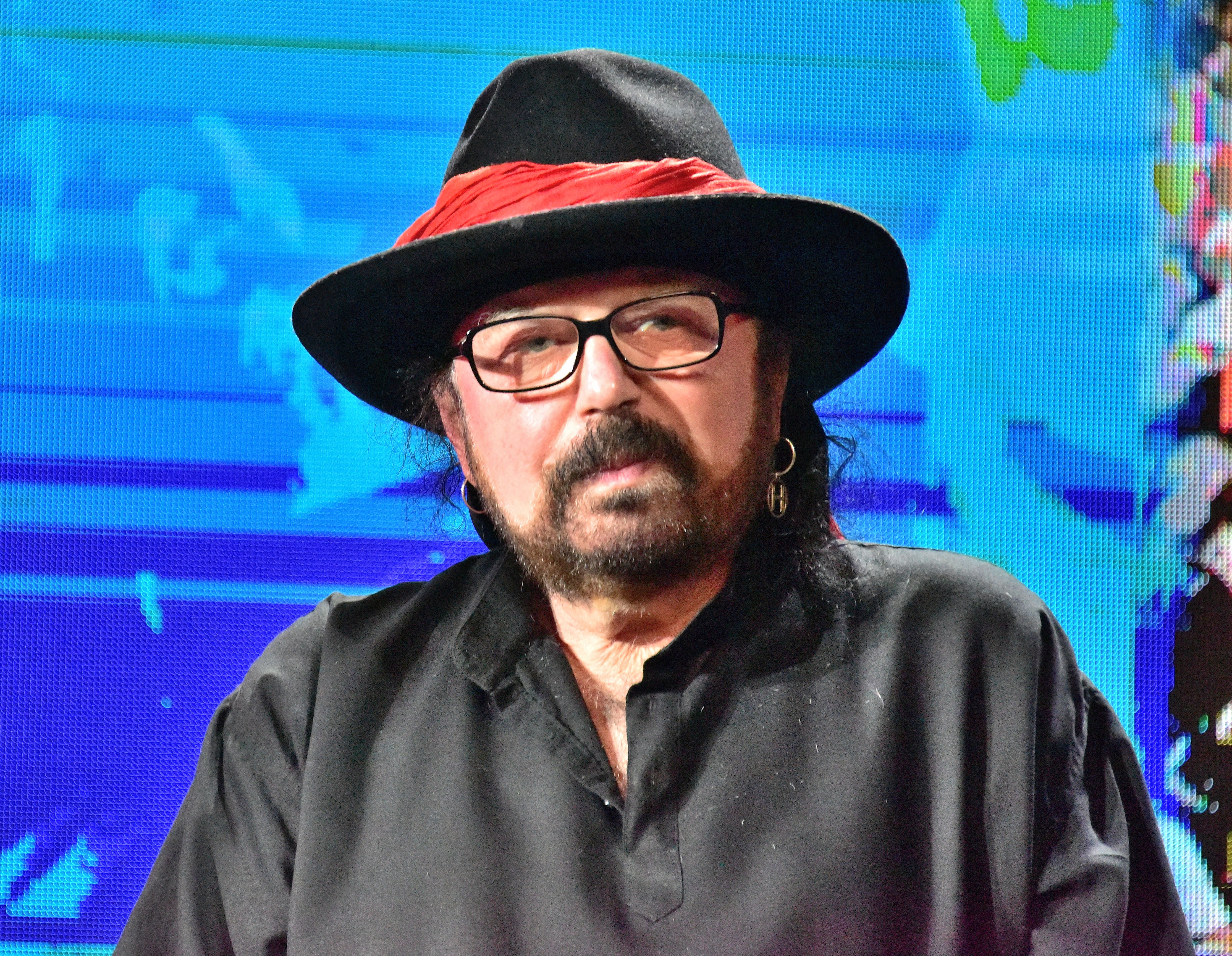
Zbigniew Hołdys – líder de la banda, guitarrista, vocalista, compositor y autor de canciones en 1978–1992

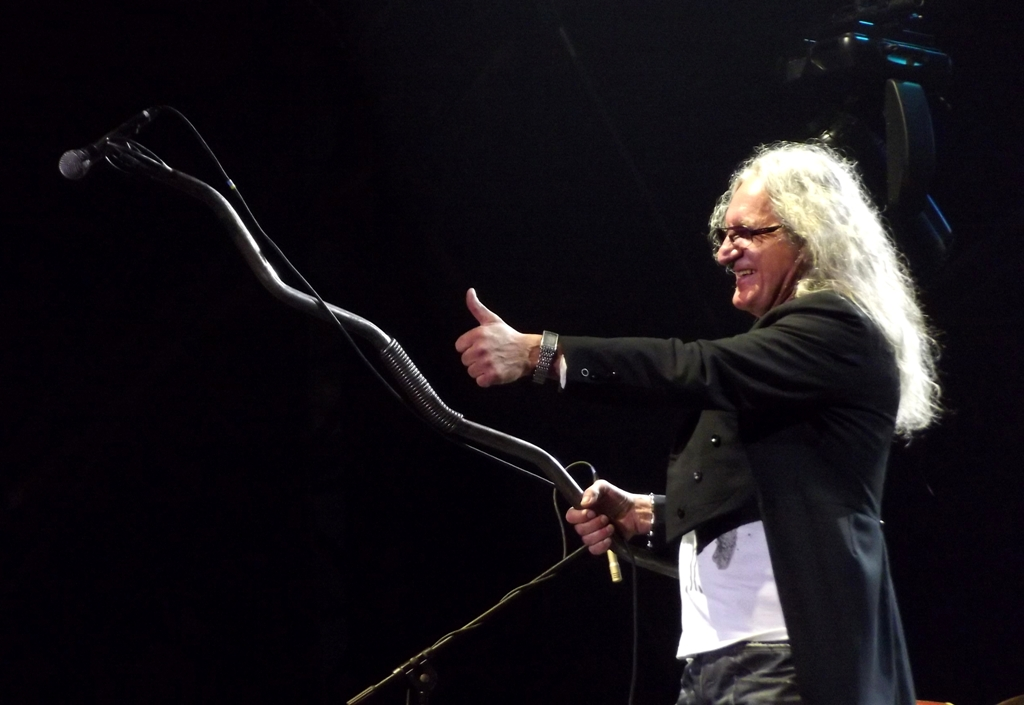
Grzegorz Markowski - vocalista, Festival Life Oświęcim 2013

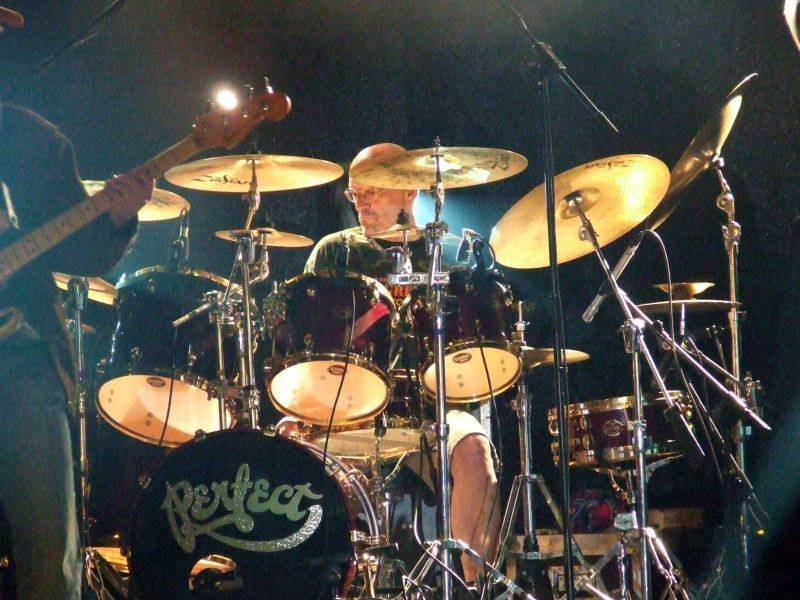
Piotr Szkudelski - instrumentos de percusión 1980-2020

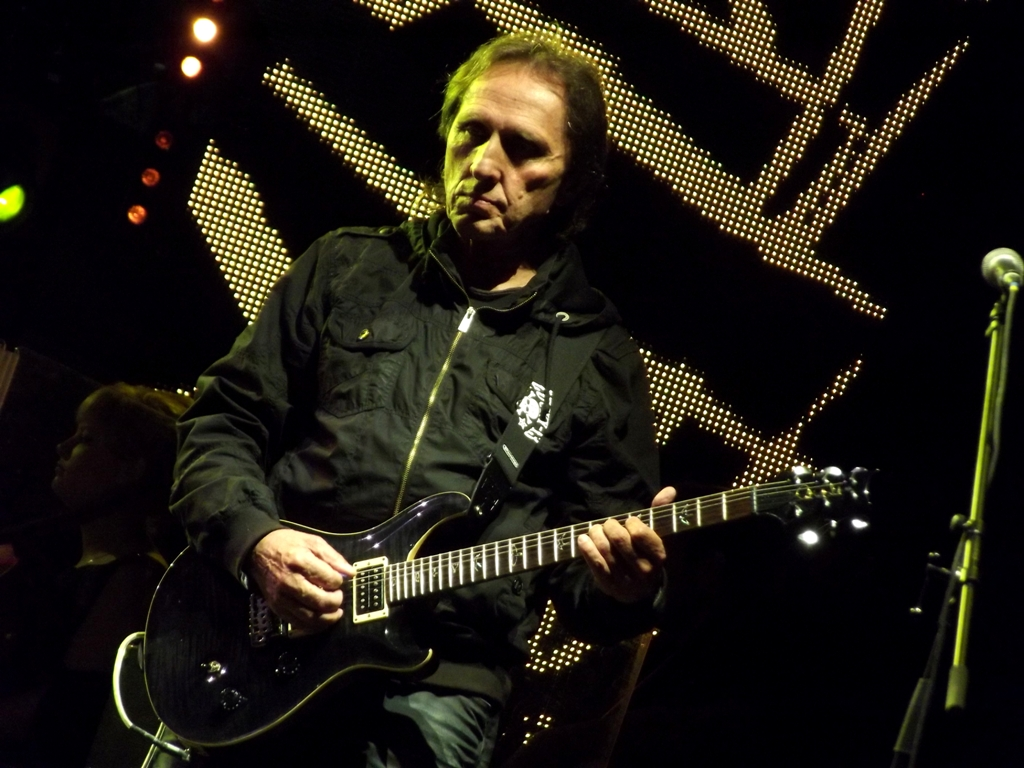
Jacek Krzaklewski – guitarrista (en los años 1989–1991, 1994–2021)

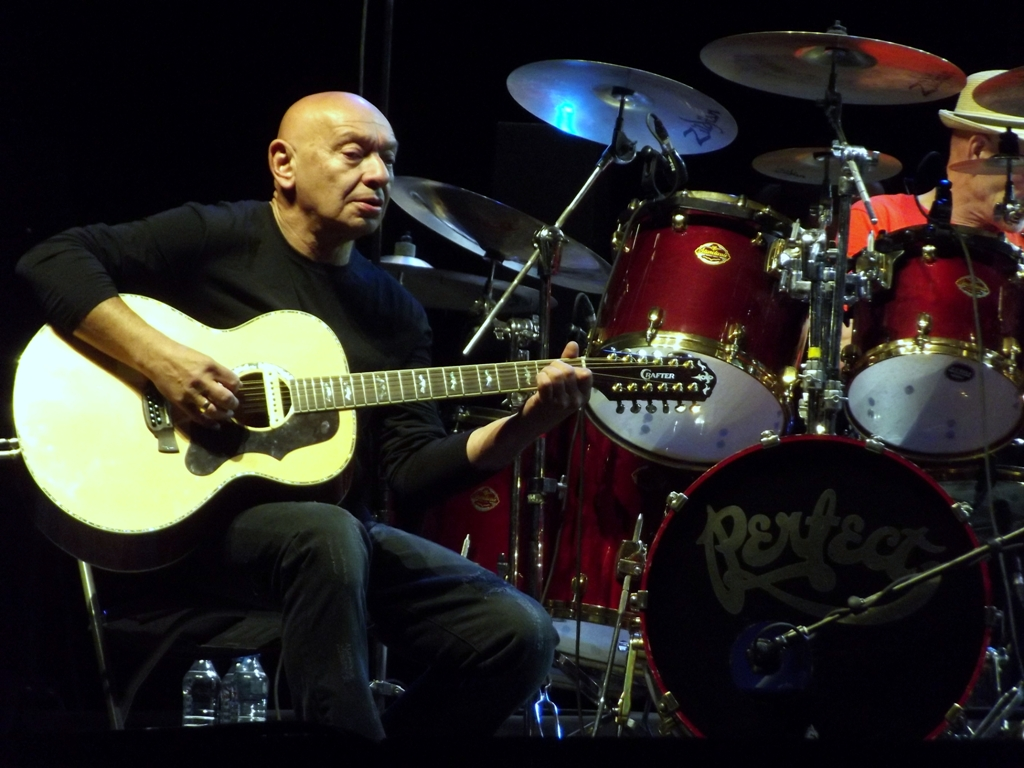
Dariusz Kozakiewicz – guitarrista, compositor (en los años 1997–2021)

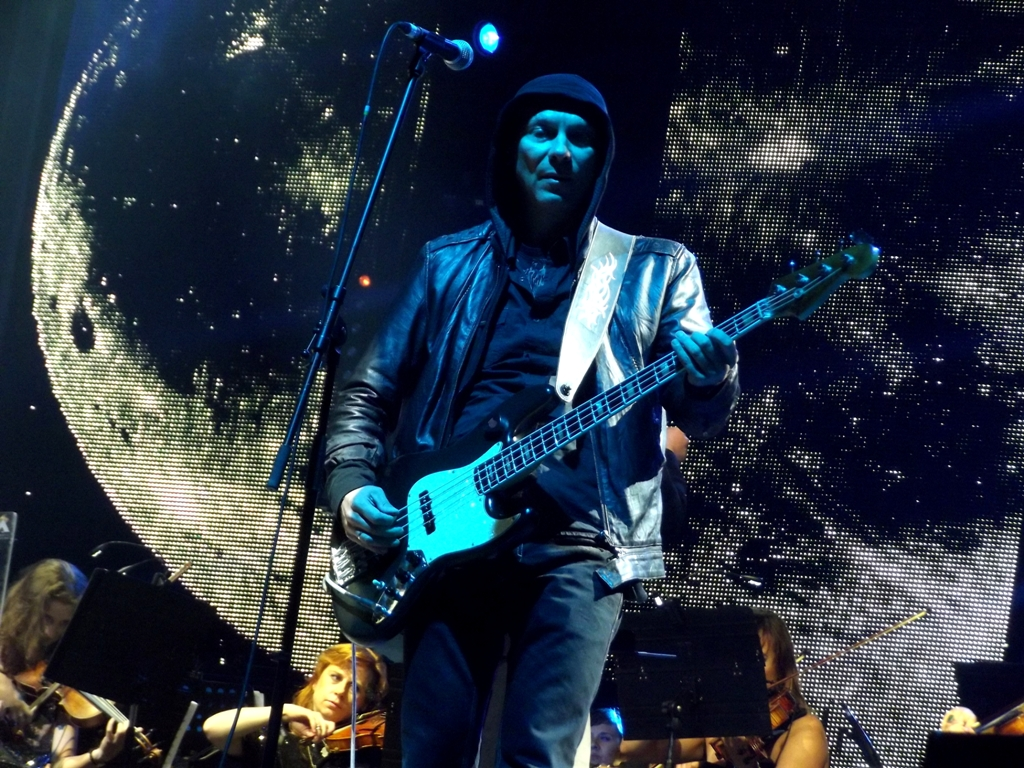
Piotr Urbanek – bajista (en los años 1998–2021)

Perfect es un grupo musical de rock polaco, fundado en 1980. El período de la mayor popularidad del grupo fueron los años 1980 - 1983. Sus mayores éxitos, como "Nie płacz Ewka", "Chcemy być sobą", "Ale wkoło jest wesoło", "Niewiele ci mogę dać", "Autobiografia" provienen de este período. En 1987 el grupo reanudó su actividad para dar tres conciertos y en 1989-1992 para dar una gira por Estados Unidos sin el cantante Grzegorz Markowski. En 1993 la banda se reactivó sin el cofundador y el autor de la mayoría de las composiciones, Zbigniew Hołdys, y se disolvió en 2021.

## Historia

### Inicios (1977–1980)
Aunque la fecha oficial de la fundación del grupo es 1980, sus inicios se remontan a los años 1977 y 1978. El grupo fue fundado en Varsovia por el baterista Wojciech Morawski, el bajista Zdzisław Zawadzki (ambos exmiembros del grupo Breakout), las vocalistas Ewa Konarzewska y Barbara Trzetrzelewska (antes de Alibabki). El grupo interpretó versiones de canciones pop, tocó en locales de ocio de Varsovia y acompañó a solistas famosas como Anna Jantar y Halina Frąckowiak. En el verano de 1978, Zbigniew Hołdys se adhirió a la banda y pronto escribió algunas canciones, por ejemplo, "Co się stało z Magdą K.", "Jego nie ma", "Nie ma mogiły rock and rollla". A finales del año, la banda empezó a trabajar con el teclista Paweł Tabaka. El primer nombre no oficial del grupo, propuesto por Tabaka, fue Perfect Super Show and Disco Band, en referencia a Christine Perfect-McVie, quien cantaba y tocaba los teclados en Fleetwood Mac. En una encuesta para la revista Non Stop, Perfect fue nombrado el Debut del Año 1978, y la canción "Jego nie ma" fue nombrada la mejor canción de rock.
El grupo realizó una gira de varios meses por Estados Unidos, actuando en clubes nocturnos polacos y distritos de Chicago. Tras regresar a Polonia, Hołdys disolvió su colaboración con Konarzewska y Trzetrzelewska. Luego Tabaka y Morawski se despidieron de la banda (este último pasó a Porter Band).

### Los años 80 delsigloXX
En 1980 se unieron a la banda dos músicos de Varsovia: el guitarrista Ryszard Sygitowicz y el batería Piotr Szkudelski, ambos habían tocado anteriormente con Hołdys en el grupo Dzikie Dziecko. Poco después se unió al grupo el vocalista Grzegorz Markowski, que formaba parte de Victoria Singers, grupo vocal que dio origen a Vox. En el primer concierto del grupo participaron: Hołdys, Markowski, Sygitowicz, Zawadzki y Szkudelski; en la segunda mitad de 1980 tocaron en uno de los clubes académicos de Poznań. Después del concierto, junto con todo el público, celebraron el nacimiento del nuevo Perfect. En la Nochevieja de 1980 debutaron en el club "Stodoła" de Varsovia con un nuevo repertorio. En pocos meses se convirtieron en una de las bandas más populares del panorama musical polaco.
En 1982 la banda lanzó su primer álbum, el llamado "álbum blanco" (por el color de la portada), que contenía material grabado en 1981 durante varias sesiones para Polskie Radio. Se vendieron alrededor de un millón de copias del álbum. De esta época proceden los éxitos "Nie płacz Ewka", "Chcemy być sobą", "Ale wkoło jest wesoło" y "Niewiele ci mogę dać". En diciembre de 1981, la banda suspendió su actividad debido a la introducción de la ley marcial.
En 1982 Andrzej Urny sustituyó como guitarrista a pasó a Ryszard Sygitowicz, y Andrzej Nowicki sustituyó a Zdzisław Zawadzki como bajista. En la nueva composición del grupo grabaron el segundo álbum de estudio UNU, que salió a la venta en la primavera de 1983. En otoño de 1982, durante dos conciertos en el club Stodoła Perfect grabó su primer álbum en directo Live, que salió a la venta a principios de 1983. De esta época proceden otros grandes éxitos escritos por Zbigniew Hołdys y Bogdan Olewicz: "Autobiografia", "Idź precz", "Objazdowe nieme kino" y "Wyspa, drzewo, zamek". Poco antes de su estreno, se promocionó en la radio polaca Polskie Radio Program III la canción “Pepe wróć”, reproduciendo solo la voz de Grzegorz Markowski que cantaba el fragmento:
| Odkąd ciebie brak, tracę dobry smak, błagam, Pepe wróć. | Desde que te fuiste he perdido el buen gusto te ruego, Pepe, vuelve. |

La banda era entonces uno de los grupos más populares de Polonia, logrando un gran éxito en el mercado discográfico y en las listas de éxitos.
En marzo de 1983, Zbigniew Hołdys anunció la decisión de disolver el grupo, pero siguieron actuando tres meses más. La última actuación de Perfect tuvo lugar en el Festival de Opole. En 1987, el grupo se reactivó durante un breve período para dar conciertos en Hala Olivia de Gdańsk (1 de abril), en Spodek de Katowice (23 de mayo), en Stadion Dziesięciolecia de Varsovia para 40.000 personas (12 de septiembre), y un concierto de cámara en el club Akant de Katowice (septiembre). Además de estos cuatro conciertos en Polonia, el 1 de agosto de 1987 Perfect tocó también en Cieszyn. Los planes de la banda para volver a la escena musical también estaban relacionados con la grabación de nuevo material y la grabación de un álbum. Por desgracia, Zbigniew Hołdys pronto perdió el interés por esos planes.
En 1989 Perfect, sin Markowski pero con Hołdys como vocalista, fue a Estados Unidos, donde dieron muchos conciertos en clubes americanos de Nueva York, Los Ángeles y San Francisco. Fueron la primera banda de Europa Central que actuó en el legendario club neoyorquino CBGB. Los conciertos interpretados exclusivamente para el público estadounidense resultaron en excelentes críticas en los medios de comunicación (televisión "ABC", "The New York Times", "Newsweek", "The Village Voice" y las revistas "Spin").

### Los años 90 delsigloXX==
En 1992 Hołdys disolvió Perfect y se retiró de la vida musical durante muchos años. Tras una exitosa gira por Estados Unidos y persuadido por los fans, el grupo volvió definitivamente, pero sin Hołdys. El 8 de enero de 1994 Perfect, tras su reactivación, dio un concierto en Spodek de Katowice, que fue grabado y publicado en el CD Katowice Spodek Live '94. La banda lanzó también su primer álbum de estudio con material nuevo titulado Jestem. El álbum fue muy popular, lo que se reflejó en el hecho de que consigiuó el estatus de disco de oro. Los éxitos del disco son: "Nie daj się zabić", "Całkiem inny kraj" o "Kołysanka dla nieznajomej".
En 1995 Perfect, junto con Budka Suflera, participó en una gira nacional llamada Giganci Rocka. En 1997 Perfect lanzó un álbum llamado Geny, que incluye su gran éxito "Niepokonani". El álbum consiguió el estatus de disco de oro. Tras la publicación del álbum, Ryszard Sygitowicz dejó la banda dando sitio al nuevo miembro de la banda, Dariusz Kozakiewicz. Poco después, Andrzej Nowicki también dejó la banda, dando paso a Piotr Urbanek. Ese mismo año, Grzegorz Markowski participó en la grabación de la canción benéfica "Moja i twoja nadzieja" para las víctimas de las grandes inundaciones en Polonia.
El 20 de abril de 1998, ex bajista de la banda, Zdzisław Zawadzki, murió de meningitis.
En 1999 Perfect lanzó un nuevo álbum Śmigło. También realizaron una gira para celebrar su 20.º aniversario.
El 7 de abril de 2000, Andrzej Nowicki murió de una enfermedad cardíaca.

### sigloXXI==
El álbum Live 2001 fue el primero publicado después de 2000. En 2002 el disco Perfect Symfonicznie, grabado con Polska Orkiestra Radiowa, batió el récord del mercado musical polaco, ya que se convirtió en disco de platino dos semanas después de su publicación.
El 12 de octubre de 2003 organizaron un happening, dando un concierto a las 8 de la mañana en la azotea del pabellón Cepelia, en el centro de Varsovia. La actuación terminó con la detención fingida de Markowski por la policía.
En 2004, la banda publicó en un portal de Internet Interia.pl su sexto álbum de estudio titulado Schody. Perfect fue el primer grupo polaco que decidió publicar su álbum exclusivamente en Internet. Por este hecho, el grupo recibió la estatuilla del Día Mundial de las Telecomunicaciones, que se otorga sólo a personas e instituciones de especial mérito para las telecomunicaciones polacas. El 1 de abril, día de la publicación del álbum, la banda promocionó su último proyecto con un concierto en el club Stodoła de Varsovia. El 28 de noviembre del mismo año, junto con Piersi y Edyta Górniak, actuaron para cientos de miles de personas durante el día polaco durante la Revolución Naranja en la Plaza de la Independencia de Kiev. A finales del año, Perfect decidió publicar Schody en disco compacto y en álbum analógico.
En 2006 Perfect celebró su 25 aniversario. Durante el Festiwal Jedynki Sopot 2006 la banda recibió el Micrófono de Oro Honorífico concedido por Polskie Radio, y tuvo lugar el concierto jubilar.
En 2007 Perfect lanzó su primer DVD de conciertos Z wtorku na środę que contiene el concierto de Stodoła en Varsovia, grabado el 11 de abril de 2007, en el que tocaron sus mayores éxitos. Z wtorku na środę consiguió el estatus de disco de oro, que fue entregado al grupo el 21 de noviembre durante su segundo concierto en el mismo lugar. Perfect fue una de las estrellas de la gira Lato z radiem 2007, en la que interpretó una canción escrita para la ocasión "Lato z MP3".
En 2008 se reeditó el álbum Symfonicznie con el nombre de Symfonicznie – Platinum, que contenía una canción adicional: "Póki nam jeden sen". El 10 de noviembre de 2008, en el Palacio de Congresos, la banda recibió un premio especial "Super Dziób" de Radio WAWA por los logros de su vida y los 30 años de su carrera.
El 17 de octubre de 2009 se estrenó el segundo concierto en DVD - Perfect Symfonicznie, que contenía el concierto del Centro del Centenario de Breslavia, grabado el 26 de abril de 2009. Ese mismo día Perfect, acompañado por la Orquesta de la Radio Polaca dirigida por Wojciech Zieliński, recibieron el Disco de Oro. El 4 de noviembre de 2009 salió a la venta el álbum Opera Nowohucka de Wu-Hae, que incluía una versión de la exitosa canción "Nie patrz jak ja tańczę" con Grzegorz Markowski y Marcin Guzik.
El 13 de marzo de 2010 tuvo lugar en Spodek, en Katowice, un concierto para celebrar el 30.º aniversario de la banda. El espectáculo se llamaba "odlotowy koncert" y constaba de tres partes: acústica, rock y sinfónica. El 9 de noviembre la banda lanzó su séptimo álbum de estudio XXX. El álbum se promocionó con el sencillo "Raz po raz raz (straszą nas)". El propio álbum, tras la primera semana de ventas, se situó en el primer puesto de la lista semanal de ventas de álbumes - OLiS. El álbum no tardó en alcanzar la categoría de oro. El premio se entregó durante un concierto en el club Stodoła de Varsovia. El segundo sencillo del lanzamiento fue la canción "Hej, Ty (Twój czas)". El último sencillo de promoción del álbum fue la canción "Czy to ja".
El 12 de junio de 2011 el grupo actuó durante la tercera jornada del Festival Nacional de la Canción Polaca en Opole para celebrar el 30.º aniversario del grupo. Antes de que los músicos aparecieran en el escenario, actuaron artistas amigos del grupo: Maciej Maleńczuk, que presentó la canción "Autobiografia" en un arreglo reggae completamente nuevo, y Patrycja Markowska, que interpretó la canción "Opanuj się" y "Trzeba żyć" a dúo con su padre Grzegorz.
El 25 de marzo de 2013 se publicó una reedición del álbum de debut de la banda, el llamado "álbum blanco". Grzegorz Markowski, Zbigniew Hołdys y Bogdan Olewicz aparecieron en el programa de radio de Marek Niedźwiecki. El 12 de mayo, Perfect tocó en el tejado de la Galería Korona de Kielce en el marco del quinto aniversario del Festival Scyzoryki. El 20 de junio, Perfect actuó en el Gran Concierto de la Sala Kongresowa, que resume más de 30 años de actividad artística, y dos días después en el cuarto Sabat de las Brujas en el anfiteatro Kadzielnia de Kielce. Después, el 28 de junio, la banda fue la estrella de la noche durante el Life Festival Oświęcim 2013, donde actuaron acompañados por una orquesta sinfónica. El 20 de julio, en el Parque de la Ciudad de Zamość, ofrecieron su único concierto en el marco de la gira de Lato z radiem, y el 29 de julio en los Campos de Marte del Parque de Silesia en Chorzów tocaron durante el segundo día del 15.º Festival de Música que lleva el nombre de Rysiek Riedel "Ku Przestrodze". El 18 de noviembre se reeditó el álbum de conciertos en vivo, como el segundo de una serie en vinilo de música popular grabada por la Radio Polaca.
El 5 de mayo de 2014 se anunció el estreno del próximo álbum del grupo titulado DaDaDam. Ese mismo día, el estreno de la canción "Wszystko ma swój czas", con letra de Jacek Cygan, se emitió en Polskie Radio Program III. El álbum fue estrenado un mes después, el 9 de junio, por Agencja Muzyczna Polskiego Radia. El álbum marcó un giro de la banda hacia una música más pesada y roquera. Contiene 12 composiciones y es el primer álbum en la historia de la banda sin letras de Bogdan Olewicz. El 27 de junio de 2014, DaDaDam alcanzó oficialmente el estatus de álbum de oro y luego de platino el 25 de febrero de 2015. El 8 de marzo del mismo año, la banda actuó con la ocasión del aniversario del álbum Niepokonani. El concierto con la ocasión de 35.º aniversario de Perfect en el Atlas Arena de Łódź, fue transmitido en directo por la televisión Polsat. Los artistas invitados fueron Patrycja Markowska, Igor Herbut y Ryszard Sygitowicz.
El 14 de octubre de 2016, la banda lanzó su primer álbum acústico titulado Music. El álbum es un guiño al rock and roll clásico, al blues e incluso al jazz. El lanzamiento se promocionó con los sencillos "Good Days" y "People of the Unwanted".
En 2019, la banda anunció su última gira, que tuvo lugar parcialmente en 2020. Debido a la pandemia de COVID-19, los últimos conciertos se trasladaron a 2021. Los conciertos se promocionaron con el lema "Hay que saber cuándo bajar del escenario". En octubre de 2020 la banda estrenó su canción de despedida "Głos", cuya letra fue escrita por Bogdan Olewicz. A finales de mes, la banda informó en su página oficial de Facebook sobre el prematuro fallecimiento de Piotr Szkudelski, batería de la banda durante muchos años y único músico que permaneció en todas las formaciones desde 1980.

## Miembros de la banda
| 1977 – 1979       | ● Zbigniew Hołdys – guitarra, vocal ● Basia Trzetrzelewska – vocal ● Ewa Konarzewska – vocal ● Zdzisław Zawadzki – guitarra baja ● Paweł Tabaka – teclado ● Wojciech Morawski – batería                                                      |
| 1979 – 1982       | ● Zbigniew Hołdys – guitarra, vocal ● Grzegorz Markowski – vocal ● Zdzisław Zawadzki – guitarra baja ● Ryszard Sygitowicz – guitarra ● Piotr Szkudelski – batería                                                                            |
| 1982 – 1983; 1987 | ● Zbigniew Hołdys – guitarra, vocal ● Grzegorz Markowski – vocal ● Andrzej Nowicki – guitarra baja ● Andrzej Urny – guitarra ● Piotr Szkudelski – batería                                                                                    |
| 1989 – 1991       | ● Zbigniew Hołdys – guitarra, vocal ● Mieczysław Jurecki – guitarra baja ● Jacek Krzaklewski – guitarra ● Piotr Szkudelski – batería |
| 1993 – 1994       | ● Grzegorz Markowski – vocal ● Andrzej Nowicki – guitarra baja ● Andrzej Urny – guitarra ● Ryszard Sygitowicz – guitarra ● Piotr Szkudelski – batería                                                                                        |
| 1994 – 1997       | ● Grzegorz Markowski – vocal ● Andrzej Nowicki – guitarra baja ● Jacek Krzaklewski – guitarra ● Ryszard Sygitowicz – guitarra ● Piotr Szkudelski – batería                                                                                   |
| 1997 – 1998       | ● Grzegorz Markowski – vocal ● Andrzej Nowicki – guitarra baja ● Jacek Krzaklewski – guitarra ● Dariusz Kozakiewicz – guitarra ● Piotr Szkudelski – batería                                                                                  |
| 1998 – 2020       | ● Grzegorz Markowski – vocal ● Piotr Urbanek – guitarra baja ● Jacek Krzaklewski – guitarra ● Dariusz Kozakiewicz – guitarra ● Piotr Szkudelski – batería ● Krzysztof Patocki – batería (reemplazo) ● Sławomir Puchała – batería (reemplazo) |
| 2020 – 2021       | ● Grzegorz Markowski – vocal ● Piotr Urbanek – guitarra baja ● Jacek Krzaklewski – guitarra ● Dariusz Kozakiewicz – guitarra ● Sławomir Puchała – batería (invitado)                                                                         |

## Discografía

### Álbumes de estudio
●     Perfect (1981)
●     UNU (1982)
●     Jestem (1994)
●     Geny (1997)
●     Śmigło (1999)
●     Schody (2004)
●     XXX (2010)
●     DaDaDam (2014)
●     Muzyka (2016)
●     Głos (2020) –sencillo de despedida en edición limitada en CD

### Álbumes de conciertos
●     Live (1983)
●     Live April 1’1987 (1987)
●     Katowice Spodek Live ’94 (1994)
●     Suwałki Live ’98 (1998)
●     Live 2001 (2001)
●     Trójka Live (2007)
●     Z Archiwum Polskiego Radia, Vol. 20 (2009)
●     Live 1995 (2014)

### Videoálbumes
●     Z wtorku na środę (2007)
●     Symfonicznie (2008)
●     Niepokonani: 35 lat, Live (2015)

### Recopilaciones
●     1981–1989 (1989)
●     1977–1991 (1991)
●     1971–1991 Historie Nieznane (1993)
●     Ballady (1995)
●     Gold (1998)
●     Złote Przeboje (1998)
●     Platynowa kolekcja: Złote przeboje (1999)
●     Twoja Era Muzyki (1999)
●     Solidex (2000)
●     Symfonicznie (2002)
●     dla Polpharmy (2004)
●     Symfonicznie – Platinum (2007)
●     Bursztynowa kolekcja Empik: The Very Best of Perfect (2015)
●     The Greatest Hits (2016)

## Premios y reconocimientos
| Año  | Categoría             | Premio          | Nota         |
| 2011 | Album roku rock (XXX) | Fryderyk        | Nombramiento |
| 2015 | DaDaDam               | Telekamery 2015 | Nombramiento |